# Opius machupicchuanus
Opius machupicchuanus är en stekelart som beskrevs av Fischer 1968. Opius machupicchuanus ingår i släktet Opius och familjen bracksteklar. Inga underarter finns listade i Catalogue of Life.